# Ophiopsila abscissa
Ophiopsila abscissa är en ormstjärneart som beskrevs av Yin-Xia Liao 1982. Ophiopsila abscissa ingår i släktet Ophiopsila och familjen Ophiocomidae. Inga underarter finns listade i Catalogue of Life.